# Motorcross der Naties 2005
De 59e Motorcross der Naties werd gereden op 25 september 2005 in het Franse Ernée.
Van de meer dan dertig deelnemende landen mochten de twintig besten uit de kwalificaties deelnemen aan de finale. Elke ploeg bestond uit drie rijders: één in de MX1-klasse, één in de MX2-klasse, en één in de "Open" klasse, dus met vrije keuze van de motor. De wedstrijd bestond uit drie reeksen waarin telkens twee rijders per land uitkwamen: resp. MX1 en MX2, MX2 en Open, en MX1 en Open. De puntenstand per land was de som van de vijf beste plaatsen die de rijders in de reeksen behaalden; het slechtste resultaat werd geschrapt.
- Voor België bestond de ploeg uit Stefan Everts (MX1), Steve Ramon (MX2) en Kevin Strijbos (Open). Oud-wereldkampioen Joël Robert was de ploegleider.
- Voor Nederland bestond de ploeg uit Marc de Reuver (MX1), Jan van Hastenberg (MX2) en Bas Verhoeven (Open).
- De Verenigde Staten werden vooraf als grootste concurrenten van België beschouwd. De Amerikaanse ploeg: Ricky Carmichael (MX1), Ivan Tedesco (MX2), en Kevin Windham (Open), stond ook onder leiding van een Belgisch ex-wereldkampioen, Roger De Coster.

## Uitslag Kwalificaties

### Kwalificatiereeks MX1
| 1   | Ricky Carmichael | Verenigde Staten    |
| 2   | Mickaël Pichon   | Frankrijk           |
| 3   | Stefan Everts    | België              |
| 4   | Antonio Cairoli  | Italië              |
| 5   | Brian Jørgensen  | Denemarken          |
| 6   | Billy Mackenzie  | Verenigd Koninkrijk |
| 7   | Julien Bill      | Zwitserland         |
| 8   | Maximilian Nagl  | Duitsland           |
| 9   | Tanel Leok       | Estland             |
| 10  | Gareth Swanepoel | Zuid-Afrika         |
| ... | ...              | ...                 |
| 18  | Marc de Reuver   | Nederland           |

### Kwalificatiereeks MX2
| 1   | Sébastien Tortelli | Frankrijk           |
| 2   | Joaquim Rodrigues  | Portugal            |
| 3   | Steve Ramon        | België              |
| 4   | Ivan Tedesco       | Verenigde Staten    |
| 5   | Andrew McFarlane   | Australië           |
| 6   | Carl Nunn          | Verenigd Koninkrijk |
| 7   | Davide Guarneri    | Italië              |
| 8   | Tyla Rattray       | Zuid-Afrika         |
| 9   | Matti Seistola     | Finland             |
| 10  | Aigar Leok         | Estland             |
| ... | ...                | ...                 |
| 22  | Jan van Hastenberg | Nederland           |

### Kwalificatiereeks Open
| 1   | Ben Townley        | Nieuw-Zeeland       |
| 2   | Kevin Windham      | Verenigde Staten    |
| 3   | Kevin Strijbos     | België              |
| 4   | David Vuillemin    | Frankrijk           |
| 5   | David Philippaerts | Italië              |
| 6   | Juss Laansoo       | Estland             |
| 7   | Yoshitaka Atsuta   | Japan               |
| 8   | Marc Ristori       | Zwitserland         |
| 9   | James Noble        | Verenigd Koninkrijk |
| 10  | Rui Gonçalves      | Portugal            |
| ... | ...                | ...                 |
| 14  | Bas Verhoeven      | Nederland           |

## Uitslag Reeksen

### Eerste Reeks (MX1 + MX2)
| 1     | Ricky Carmichael   | Verenigde Staten    |
| 2     | Joshua Coppins     | Nieuw-Zeeland       |
| 3     | Mickaël Pichon     | Frankrijk           |
| 4     | Tanel Leok         | Estland             |
| 5     | Stefan Everts      | België              |
| 6     | Ivan Tedesco       | Verenigde Staten    |
| 7     | Sébastien Tortelli | Frankrijk           |
| 8     | Marc de Reuver     | Nederland           |
| 9     | Steve Ramon        | België              |
| 10    | Billy Mackenzie    | Verenigd Koninkrijk |
| ..... | .....              | .....               |
| 29    | Jan van Hastenberg | Nederland           |

### Tweede reeks (MX2 + Open)
| 1     | Ben Townley        | Nieuw-Zeeland    |
| 2     | David Vuillemin    | Frankrijk        |
| 3     | Steve Ramon        | België           |
| 4     | David Philippaerts | Italië           |
| 5     | Kevin Windham      | Verenigde Staten |
| 6     | Kevin Strijbos     | België           |
| 7     | Javier Garcia Vico | Spanje           |
| 8     | Marc Ristori       | Zwitserland      |
| 9     | Yoshitaka Atsuta   | Japan            |
| 10    | Matti Seistola     | Finland          |
| ..... | .....              | .....            |
| 20    | Bas Verhoeven      | Nederland        |
| ..... | .....              | .....            |
| 28    | Jan van Hastenberg | Nederland        |

### Derde Reeks  (MX1 + Open)
| 1     | Ricky Carmichael | Verenigde Staten |
| 2     | Ben Townley      | Nieuw-Zeeland    |
| 3     | Kevin Windham    | Verenigde Staten |
| 4     | Joshua Coppins   | Nieuw-Zeeland    |
| 5     | Mickaël Pichon   | Frankrijk        |
| 6     | Marc de Reuver   | Nederland        |
| 7     | David Vuillemin  | Frankrijk        |
| 8     | Kevin Strijbos   | België           |
| 9     | Stefan Everts    | België           |
| 10    | Tanel Leok       | Estland          |
| ..... | .....            | .....            |
| 20    | Bas Verhoeven    | Nederland        |

### Eindstand
| 1  | Verenigde Staten    | 16 (1+1+3+5+6)      |
| 2  | Frankrijk           | 24 (2+3+5+7+7)      |
| 3  | België              | 31 (3+5+6+8+9)      |
| 4  | Nieuw-Zeeland       | 32 (1+2+2+4+23)     |
| 5  | Verenigd Koninkrijk | 56 (10+11+11+12+12) |
| 6  | Estland             | 59 (4+10+13+13+19)  |
| 7  | Nederland           | 82 (6+8+20+20+28)   |
| 8  | Portugal            | 83 (12+15+15+19+22) |
| 9  | Zuid-Afrika         | 86 (15+16+16+18+21) |
| 10 | Spanje              | 99 (7+11+18+26+37)  |